# Aconitum laciniatum
Aconitum laciniatum är en ranunkelväxtart som först beskrevs av Brühl, och fick sitt nu gällande namn av Otto Stapf. Aconitum laciniatum ingår i släktet stormhattar, och familjen ranunkelväxter. Utöver nominatformen finns också underarten A. l. fractiflexum.